# Robert Menasse

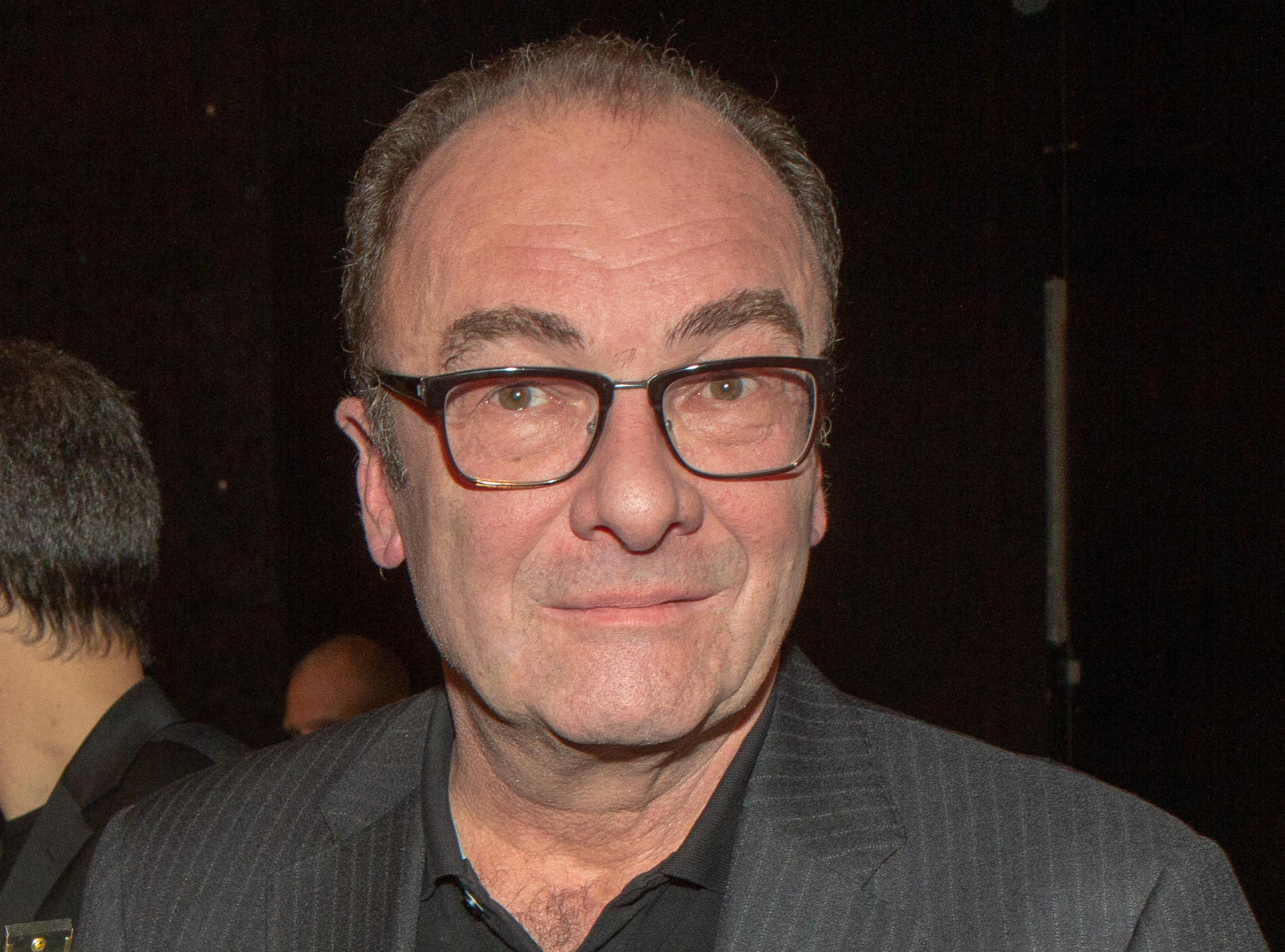
Robert Menasse, 2019

Robert Menasse (* 21. Juni 1954 in Wien) ist ein österreichischer Schriftsteller und politischer Essayist.

## Leben
Robert Menasse ist der Sohn des österreichischen Fußballspielers Hans Menasse und Halbbruder der Journalistin und Schriftstellerin Eva Menasse. Er verbrachte einen Teil seiner Schulzeit in einem Wiener Internat. Er studierte in Wien, Salzburg und Messina Germanistik, Philosophie und Politikwissenschaft und war 1976 Mitgründer der Wiener Studentenzeitschrift Zentralorgan herumstreunender Germanisten. Er wurde 1980 mit der Arbeit Der Typus des Außenseiters im Literaturbetrieb (am Beispiel Hermann Schürrer) zum Dr. phil. bei Wendelin Schmidt-Dengler promoviert.
Von 1981 bis 1988 lehrte er zunächst als Lektor für österreichische Literatur, später als Gastdozent am Institut für Literaturtheorie an der Universität São Paulo in Brasilien. Er hielt vor allem Lehrveranstaltungen über philosophische und ästhetische Theorie ab, die für seine eigenen Romanproduktionen bedeutend waren. Seit seiner Rückkehr nach Wien arbeitet er als freier Schriftsteller und zunächst auch als Übersetzer aus dem brasilianischen Portugiesisch.
Im Jahr 1981 wurde er Mitglied der Grazer Autorinnen Autorenversammlung. Zwölf Jahre später wurde er in den P.E.N. Club gewählt. Aus diesem trat er 1998 zusammen mit Robert Schindel aus Protest gegen die Mitgliedschaft des Schriftstellers Paul Kruntorad aus. 1999 verbrachte er drei Monate als Writer in Residence in Amsterdam. Seit 2011 kuratiert er ein Writer-in-Residence-Programm in der one world foundation in Sri Lanka. Im Juni 2022 gehörte er zu den Mitgründern des PEN Berlin. Im März 2023 trat er im Zuge der SPÖ-Mitgliederbefragung 2023 wieder in die SPÖ ein, der er bereits zuvor bis zu seinem Austritt jahrelang angehört hatte.
Seine Werke wurden in folgende Sprachen übersetzt: Baskisch, Bulgarisch, Englisch, Französisch, Griechisch, Hindi, Italienisch, Kroatisch, Litauisch, Niederländisch, Norwegisch, Polnisch, Portugiesisch, Russisch, Serbisch, Slowenisch, Spanisch, Tschechisch und Ungarisch.
Menasse lebt heute hauptsächlich in Wien. Er ist mit Elisabeth Menasse-Wiesbauer verheiratet.

## Romane
Robert Menasses erste Erzählung Nägelbeißen wurde 1973 in der Zeitschrift Neue Wege veröffentlicht. Von 1975 bis 1980 arbeitete er an seinem unvollendeten und unveröffentlichten Roman Kopfwehmut, einem Gesellschaftsroman, der im Wien der 1970er Jahre spielt. Sein erster veröffentlichter Roman Sinnliche Gewißheit erschien 1988 als der erste Teil der in Brasilien begonnenen Trilogie der Entgeisterung. Letztere umfasst auch den 1991 publizierten Roman Selige Zeiten, brüchige Welt, der zugleich Kriminalroman, philosophischer Roman und jüdische Familiensage ist, sowie den Roman Schubumkehr (1995) und die Nachschrift Phänomenologie der Entgeisterung (1995).
In Schubumkehr schildert Menasse vor dem Hintergrund der privaten Lebensumstände des Literaturdozenten Roman, der bereits in Sinnliche Gewissheit eingeführt wurde, den Fall des Eisernen Vorhangs 1989 und das Zerbrechen der vertrauten Ordnung in einem kleinen niederösterreichischen Dorf. Dieser Roman, der nicht zuletzt auch eine künstlerische Auseinandersetzung mit der Zeitgeschichte darstellt, wurde 1999 mit dem Grimmelshausen-Preis ausgezeichnet und verschaffte dem Autor allgemeine Bekanntheit. Wie in dem Titel des Romans Schubumkehr und in der Trilogie der Entgeisterung bereits anklingt, kehrt Menasse Hegels Phänomenologie des Geistes um. Im Gegensatz zu Hegel, der eine Entwicklung des menschlichen Bewusstseins zum allumfassenden Geist annimmt, postuliert Menasse eine regressive Entwicklung, deren letzte Stufe die „Sinnliche Gewissheit“ ist, nach Hegel die naivste Form des Bewusstseins.
In seinem Roman Die Vertreibung aus der Hölle (2001) stellt Menasse die Objektivierbarkeit der Geschichte in Frage, verknüpft mit der persönlichen Geschichte des Autors und dessen jüdischen Wurzeln, eine Thematik, die den Autor immer wieder beschäftigen wird.
2007 erschien Don Juan de la Mancha, in dem er von mehr oder weniger fiktiven Begebenheiten aus dem (Liebes-)Leben des Zeitungsredakteurs Nathan – zwischen Lustlosigkeit, Trieb, Begierde und der Suche nach einer erfüllten Liebe – erzählt. Die Figur Nathan steht als Exempel für die Generation, die in den 1970er Jahren mit dem Anspruch der „sexuellen Revolution“ sozialisiert wurde.
2017 veröffentlichte Menasse die Satire Die Hauptstadt, die von der Fachkritik als weltweit erster Roman über die Europäische Union gefeiert wurde und den Deutschen Buchpreis erhielt. Die Geschichte stellt Beamte der Kulturabteilung der EU-Kommission in den Mittelpunkt, die das Image der Kommission zu deren Geburtstag aufpolieren sollen. Dies soll mit einem „Big Jubilee Project“-Event mit KZ-Überlebenden in Auschwitz gelingen. Neben den EU-Beamten der Generaldirektion Kultur, zum einen die Leiterin einer Direktion sowie ihr Abteilungsleiter, stehen ein pensionierter jüdischer Lehrer und Auschwitz-Überlebender im Altenheim, ein österreichischer Schweine-Großzüchter, der die Landwirtschafts- und Fleischlobby repräsentiert, ein emeritierter österreichischer Professor, der an Treffen eines Think Tanks teilnimmt und der Auschwitz als künftige europäische Hauptstadt vorschlägt, was natürlich abgelehnt wird, ein belgischer Kommissar, der einen Mordfall aufzudecken versucht, und ein Auftragskiller aus Polen im Fokus. Die Lebensgeschichten der handelnden Personen führen in sechs EU-Länder. Ein immer wiederkehrendes Motiv, das das Buch auch eröffnet, ist ein mitten in Brüssel frei herumlaufendes Schwein. Mit dieser Metapher möchte Menasse alle „vom Glücksschwein bis zur Drecksau“ verbinden.
Der Regisseur Tom Kühnel und der Dramaturg Ralf Fiedler haben den Roman mit rund zwanzig Figuren in eine Theaterfassung überführt, die im Januar 2018 im Theater am Neumarkt in Zürich uraufgeführt worden ist. Nach einer Inszenierung von Regisseurin Lucia Bihler am Schauspielhaus Wien mit Premiere im September kam die deutsche Uraufführung im Oktober 2018 am Schauspiel Essen heraus. Die Bühnenfassung und Inszenierung von Hermann Schmidt-Rahmer kommt mit pausenlosen 2 Stunden 10 Minuten und sechs Schauspielern für alle Rollen aus. Die Theaterkritik monierte, die „Inszenierung schwanke zwischen Bürokratenfarce, Typenstudie, Polittheater und verliere sich zwischen all den Figuren, Handlungssträngen, Ambitionen“. Gelobt wurde zugleich „ein galliger, turbulenter Theaterabend, der nicht viel Europa-Optimismus lässt.“ In der Regie von Niklas Ritter brachte das Deutsche Theater Göttingen am 10. Juli 2020 eine neue Inszenierung von Die Hauptstadt zur Premiere, „die sich vor allem in der Lust am Spiel, in der Bewegung und der Übertreibung gefällt“.
Im Oktober 2022 erschien mit dem Roman Die Erweiterung die Fortsetzung zu Die Hauptstadt.

## Essays und kulturtheoretische Schriften

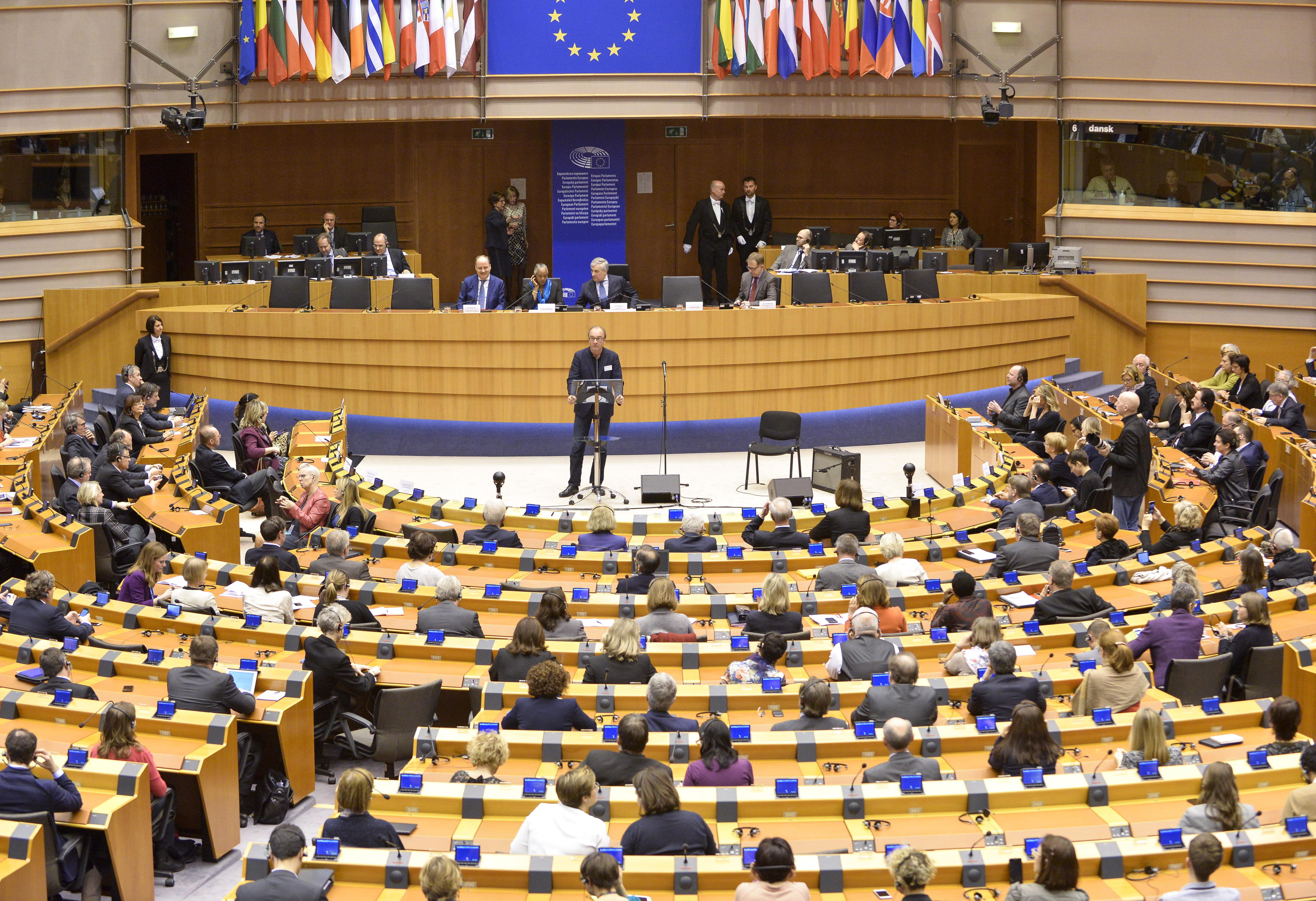
Robert Menasse bei seiner Rede im Plenarsaal des Europäischen Parlaments in Brüssel anlässlich des Festaktes zum 60. Jahrestag der Unterzeichnung der Römischen Verträge, 21. März 2017

In seinem politisch-publizistischen Schaffen gilt Menasse als „Aufklärer alten Schlages“, dessen geistige Bezüge insbesondere Hegel und Marx, weiter Georg Lukács, Ernst Bloch und die Philosophen der Frankfurter Schule sind.
Essays wie Die sozialpartnerschaftliche Ästhetik (1990) oder Das Land ohne Eigenschaften (1992) machten Menasse als Essayisten berühmt, aber ließen auch Kritik wegen „Nestbeschmutzung“ laut werden. Im Land ohne Eigenschaften beschäftigt er sich mit der österreichischen Nationalidentität in Bezug auf den nahenden Beitritt zur Europäischen Union 1995 und vor allem in Abgrenzung zu Deutschland und der deutschen Identität nach dem Zweiten Weltkrieg. Oft vertritt er das Argument, dass die Identität der Österreicher künstlich geschaffen wurde, um sich nach dem Fall des Nationalsozialistischen Regimes von den Deutschen abzugrenzen. Im Laufe der Zeit folgten die Essaybände Hysterien und andere historische Irrtümer (1996) sowie Dummheit ist machbar (1999), Erklär mir Österreich (2000) und Das war Österreich (2005). Der Autor setzt sich in diesen Texten mit der politischen Geschichte, Mentalitätsgeschichte und Literaturgeschichte der zweiten Republik Österreich auseinander, bezieht zur gegenwärtigen kulturpolitischen Situation in seinem Heimatland Stellung und behauptet eine latente Kontinuität des Austrofaschismus.

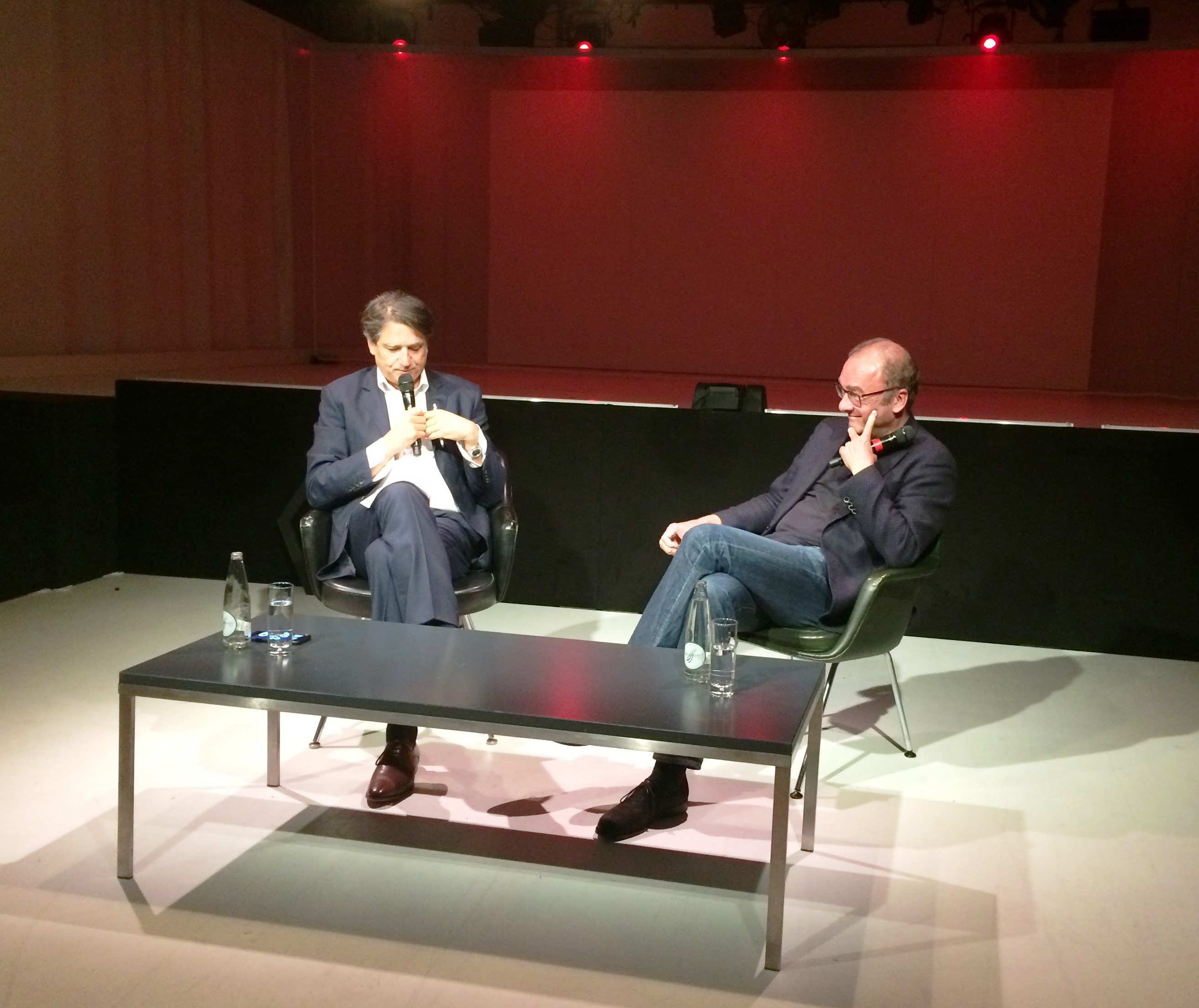
Jakob Augstein und Robert Menasse im Gespräch, 15. Mai 2017 im Theater Neumarkt in Zürich

Seit 2005, seit seinen Frankfurter Poetikvorlesungen Die Zerstörung der Welt als Wille und Vorstellung, widmet sich Menasse in seinen Essays vermehrt EU- und globalisierungskritischen Themen. In diesem europa- bzw. weltweiten Zusammenhang kritisiert Menasse vor allem die demokratiepolitischen Defizite und die Auffassung, diese Defizite seien strukturbedingt, was die Aussicht auf mögliche Alternativen verstelle. Dabei steht er der Europäischen Union nicht grundsätzlich kritisch gegenüber, sondern begründet in seinen Kritiken die demokratiepolitischen Defizite vor allem mit dem Einfluss und der Macht der einzelnen Nationalstaaten, wogegen er rein europäische Institutionen, wie etwa die Kommission, positiv bewertet. In Der Europäische Landbote (2012) bildet er die übernationalen Organe und Bürokratien der EU in Brüssel ab und entwickelt dabei den „Habsburgischen Mythos“ des Claudio Magris weiter zum „Europäischen Mythos“. Dies führt auch zu einer positiven Rückschau auf die Habsburger Monarchie. Menasse spricht sich in diesem Zusammenhang für eine „Europäische Republik“ auf der Basis eines Europas der Regionen aus. Seine Recherchen in Brüssel für den Europäischen Landboten wurden von einer Stiftung des Glücksspielkonzerns Novomatic gesponsert.
Wiederholt äußert sich Menasse auch in Interviews und Gesprächen zum politischen Zustand Österreichs und Europas. In der „Zeit“ sagte er zum Präsidentschaftswahlkampf in Österreich: „Norbert Hofer wäre eine Katastrophe nicht nur für Österreich, sondern für ganz Europa“. Außerdem halte er den Zerfall von Europa für sehr wahrscheinlich, sehe aber „die Idee einer Europäischen Union“ als „das einzig vernünftige Zukunftsmodell“.
Gemeinsam mit der Politikwissenschaftlerin Ulrike Guérot forderte Menasse 2016, Flüchtlinge in Europa nicht länger zu integrieren, sondern ihnen Bauland zur Verfügung zu stellen, um dort ihre Heimatorte nachbauen und eigene Schulen, Theater, Krankenhäuser, Radiostationen und Zeitungen betreiben zu können, und wo Berufs- und Studienabschlüsse der Herkunftsländer gelten sollen.
Mit dem ebenfalls gemeinsam mit Ulrike Guérot verfassten Manifest European Balcony Project propagierte Menasse für den 10. November 2018 die Ausrufung einer „Europäischen Republik“. Nach diesem Manifest sei das Europa der Nationalstaaten gescheitert und habe die Europäische Republik das Ziel „das universale Erbe der allgemeinen Erklärung der Menschenrechte“ anzunehmen „und […] sie endlich auf diesem Kontinent zu verwirklichen“. In Abkehr vom Prinzip der Staatsbürgerschaft als Voraussetzung für die politische Teilhabe an einem freiheitlich-demokratisch verfassten Gemeinwesen westlich-europäischer Prägung, heißt es im Manifest: „Wir erklären alle, die sich in diesem Augenblick auf dem europäischen Kontinent befinden, zu Bürgerinnen und Bürgern der Europäischen Republik. […] Wir sind uns bewusst, dass der Reichtum Europas auf Jahrhunderten der Ausbeutung anderer Kontinente und der Unterdrückung anderer Kulturen beruht. Wir teilen deshalb unseren Boden mit jenen, die wir von ihrem vertrieben haben. Europäerin oder Europäer ist, wer es sein will. Die Europäische Republik ist der erste Schritt auf dem Weg zur globalen Demokratie.“ Weiters wird die EU darin als Werkzeug „einer neoliberalen Agenda […], die der Idee der sozialen Gerechtigkeit widerspricht“, qualifiziert.
Heinrich August Winkler kritisierte die regional orientierten Annahmen Menasses (und seiner Mitstreiter Ulrike Guérot  und Jakob Augstein) scharf. Die Ablehnung von Nationalstaaten bei gleichzeitiger Idealisierung der Regionen übersehe vollständig, dass auch Regionalbewegungen militant und sogar terroristisch sein könnten, Winkler verwies auf die Beispiele der IRA und der baskischen ETA. Innerhalb Europas seien gerade reiche Regionen wie Flandern durch unsolidarischen Wohlstandschauvinismus gegenüber ärmeren Regionen aufgefallen. Regionalbewegungen könnten ohne weiteres gleichzeitig regional und nationalistisch sein, das sei – wie im Falle Kataloniens etwa – kein Widerspruch. Aber „die Gegenüberstellung von friedlicher Region und kriegerischer Nation ist ein Produkt ahistorischen Wunschdenkens.“ Menasses Hoffnung auf eine universalistisch orientierte Kaste Brüsseler Beamten über den Regionen sei undemokratisch.

## Rezeption
Diskussionen um die Essays von Menasse haben sich immer wieder in den Feuilletons deutschsprachiger Zeitungen fortgeschrieben. Andreas Dorschel stellt fest, eine „vergleichbar erhellende politische Ökonomie der österreichischen Nationalität“ sei „derzeit nirgends zu erhalten“. In Menasses „Demontage politischer Phrasen“ wirke die „große österreichische Tradition der Sprachkritik weiter; ganz unösterreichisch ist’s zugleich, eine Lüge eine Lüge zu nennen. Durchweg hat Menasse den Mut, sich die Erfolgreichen, auf der sicheren Bahn zur Ikonisierung in der österreichischen Kultur Befindlichen als Gegner zu wählen.“
Das Staatsschauspiel Dresden als Teil des Staatsbetriebs Sächsische Staatstheater hängt montags (am Tag der PEGIDA-Demonstrationen) ein Banner mit dem folgenden Text auf: „Es wird sich bald entscheiden müssen, welcher Typus Europäer die Zukunft bestimmt: der universale Europäer oder der eindimensionale Europäer. Das heißt aber auch: ob auf diesem Kontinent in Zukunft Menschenrecht oder wieder Faustrecht herrscht. Robert Menasse“.

### Erfundene Hallstein-Zitate
Im Oktober 2017 wies der Historiker Heinrich August Winkler in einem Essay in dem Nachrichtenmagazin Der Spiegel darauf hin, dass Menasse nicht nur in seinen literarischen Werken, sondern auch in seinen politischen Schriften den Politiker Walter Hallstein (1901–1982) mit Zitaten belegt hat, die dieser so nie gesagt oder geschrieben hatte. So legte er Hallstein ein Zitat in den Mund, dass „die Abschaffung der Nation ... die europäische Idee“ sei. Auch dass Hallstein 1958 seine Antrittsrede als erster Präsident der Europäischen Wirtschaftsgemeinschaft (heute Präsident der Europäischen Kommission) auf dem Gelände des Vernichtungslagers in Auschwitz (im damaligen COMECON-Mitglied Volksrepublik Polen) gehalten hätte, erwies sich bei genauerer Prüfung als unzutreffend. In der Folge kritisierte er in einem Interview mit dem Münchner Merkur das angebliche Vergessen der fiktiven Hallstein-Rede in Auschwitz: „Das ist heute vergessen, aber es wird sich herausstellen: Es ist vergessen zum Leidwesen der Vergesslichen.“
Menasse begründete seine Behauptungen mit seiner Interpretation der philosophischen Schule von Paul Feyerabend, nach welcher das Erreichen eines gesellschaftlichen Ziels die Fälschung von Zitaten legitimiere. Die Diskussion um die erfundenen Zitate kommentierte er unter anderem damit, dass Hallstein „das nie so zugespitzt“ gesagt habe, „man müsste lange Passagen zitieren, um diese Position ableiten zu können,“ aber genau das sagen wollte. „Die Quelle ist korrekt. Der Sinn ist korrekt. Die Wahrheit ist belegbar. Was fehlt, ist das Geringste: das Wortwörtliche. Was kümmert mich das Wörtliche, wenn es mir um den Sinn geht?“
Die Politikwissenschaftlerin Ulrike Guérot, die in den fraglichen Texten als Co-Autorin fungierte, grenzte sich im Verlauf der Diskussionen von dieser Methode ab und drückte ihr Bedauern darüber aus, nicht „die Souveränität“ gehabt zu haben, die Textbeiträge ihres Co-Autors Menasse zu überprüfen.
Im Jänner 2019 erklärte er in einem Text in Die Welt: Die „Anführungszeichen waren, vom wissenschaftlichen Standpunkt betrachtet, ein Fehler [...] Dafür entschuldige ich mich, das tut mir leid.“ Gleichzeitig kritisierte Menasse die „Skandalisierung“ seiner Arbeit; „höhnische Journalisten und Blogger“ würden bewusst oder unbewusst „das Geschäft der Nationalisten befördern“. Die fälschliche Markierung von Hallsteins Aussage als Zitat ändere nichts an der Legitimität seines europapolitischen Programms. Der Deutschland-Korrespondent der Neuen Zürcher Zeitung, Daniel Haas, warf Menasse daraufhin vor, eine „Verschwörungstheorie“ zu vertreten: „Fakten zuspitzen und verdrehen, um anderen, wenn sie einem draufkommen, dann zu erklären, das werde man doch mal sagen dürfen“, sei genau das Argumentationsmuster jener anti-europäischen Kräfte, gegen die Menasse stets auftrete. Johann Hinrich Claussen kritisierte Menasses Erfindung, Hallstein hätte eine Rede in Auschwitz gehalten als geschmacklosen „Holo-Kitsch“.
Menasses Fälschungen wurden mit dem kurz davor bekannt gewordenen Fall Relotius verglichen. Die links-alternative Tageszeitung taz kritisierte anhand des Falls das „Schwarz-Weiß-Denken“ der „liberalen Linken“.
Trotz der Kritik an seiner Zitierweise hat Robert Menasse am 18. Jänner 2019 die Carl-Zuckmayer-Medaille des Landes Rheinland-Pfalz erhalten. Nach Gesprächen zwischen der Ministerpräsidentin Malu Dreyer, betreffenden Kommissionsmitgliedern und Robert Menasse veröffentlichte die Landesregierung am 7. Jänner eine gemeinsame Erklärung, in der von ihm u. a. diese wörtliche Rede zu lesen ist: „Es war ein Fehler von mir, Walter Hallstein in öffentlichen Äußerungen und nicht-fiktionalen Texten Zitate zuzuschreiben, die er wörtlich so nicht gesagt hat. Es war unüberlegt, dass ich im Vertrauen auf Hörensagen die Antrittsrede von Hallstein in Auschwitz verortet habe. Diese hat dort nicht stattgefunden. Das hätte ich überprüfen müssen. Ich habe diese Fehler nicht absichtsvoll und nicht mit dem Ziel der Täuschung begangen. Ich hielt diese Geschichte für ein starkes symbolisches Bild des europäischen Einigungsprojekts, das doch zweifellos mit dem Schwur ‚Nie wieder Auschwitz‘ verbunden ist. In meinem Roman ist das stimmig, aber die Vermischung von literarischen Fiktionen mit Äußerungen in europapolitischen Diskussionen bedauere ich sehr und entschuldige mich bei allen, die sich getäuscht fühlen.“

### Sonstiges
Roland Freudenstein wirft Menasse vor, er täusche im unterhaltsam und spannend, „in der Tradition des klassischen Verschwörungs-Thrillers“ geschriebenen Roman Die Hauptstadt „Offenheit vor und bietet doch letzten Endes ein fest geschlossenes, links-westeuropäisches Weltbild“.
Die Argumentation Menasses zu seiner Forderung nach Abschaffung der demokratischen Nationalstaaten und Ausrufung der „Europäischen Republik“ (von ihm und Mitstreitern am 10. November 2018 vorgenommen) wurde von Christian Ortner als unlogisch kritisiert. Die von Menasse behauptete „gleichsam moralisch-ethische Überlegenheit einer derartigen ‚Europäischen Republik‘ gegenüber der deutschen, österreichischen oder französischen Republik“ könne auch Menasse nicht schlüssig erklären. Vielmehr sei „ein europäischer Staat mit genau den gleichen Macken und Vorzügen ausgestattet [...] wie seine heutigen Vorgänger, nur halt in XXL“.
Jacques Schuster (WeltN24) schrieb 2018, einzelne Zeilen aus Menasses 2012 erschienenem Essay „Der europäische Landbote“ zitierend, dieser sei kein Anhänger der parlamentarischen Demokratie und die geplante Verleihung der Carl-Zuckmayer-Medaille deshalb ein Fehler. In dem Essay sprach sich Menasse deutlich für eine Demokratie auf europäischer Ebene aus und plädierte dafür, den Nationalstaat hinter sich zu lassen. Dazu müsse man sich mit dem Gedanken anfreunden, „die Demokratie erst einmal zu vergessen, ihre Institutionen abzuschaffen, soweit sie nationale Institutionen sind, und dieses Modell einer Demokratie, das uns so heilig und wertvoll erscheint, weil es uns vertraut ist, dem Untergang zu weihen. Wir müssen stoßen, was ohnehin fallen wird, wenn das europäische Projekt gelingt. Wir müssen dieses letzte Tabu der aufgeklärten Gesellschaften brechen: dass unsere Demokratie ein heiliges Gut ist.“ Auf Basis dieses Zitats bezeichnete Schuster Menasse als „Narr mit zutiefst anstößigen Ideen“.

## Audio
- Deutschlandfunk 26. Mai 2019 „Zerstörung der politischen Kultur“ Robert Menasse im Gespräch mit Karin Fischer, Audio-Version 1/2 Jahr online

## Werke
- Sinnliche Gewißheit. Roman. Rowohlt, Reinbek bei Hamburg 1988.
- Die sozialpartnerschaftliche Ästhetik. Essays zum österreichischen Geist. Sonderzahl, Wien 1990.
- Selige Zeiten, brüchige Welt. Roman. Residenz, Salzburg/Wien 1991.
- Das Land ohne Eigenschaften. Essay zur österreichischen Identität. Sonderzahl, Wien 1992.
- Phänomenologie der Entgeisterung. Geschichte vom verschwindenden Wissen. Suhrkamp, Frankfurt am Main 1995.
- Schubumkehr. Roman. Residenz, Salzburg/Wien 1995.
- Hysterien und andere historische Irrtümer. Nachwort von Rüdiger Wischenbart. Sonderzahl, Wien 1996.
- Überbau und Underground. Suhrkamp, Frankfurt am Main 1997.
- Mit Elisabeth und Eva Menasse: Die letzte Märchenprinzessin. Illustriert von Gerhard Haderer. Suhrkamp, Frankfurt am Main 1997.
- Mit Elisabeth und Eva Menasse: Der mächtigste Mann. Illustriert von Kenneth Klein. Deuticke, Wien/München 1998.
- Dummheit ist machbar. Begleitende Essays zum Stillstand der Republik. Sonderzahl, Wien 1999.
- Erklär mir Österreich. Essays zur österreichischen Geschichte. Suhrkamp, Frankfurt am Main 2000.
- Die Vertreibung aus der Hölle. Roman. Suhrkamp, Frankfurt am Main 2001, ISBN 3-518-41267-1.
- Das war Österreich. Gesammelte Essays zum Land ohne Eigenschaften. Hrsg. von Eva Schörkhuber. Suhrkamp, Frankfurt am Main 2005.
- Die Zerstörung der Welt als Wille und Vorstellung – Frankfurter Poetikvorlesungen. Edition Suhrkamp 2464, Frankfurt am Main 2006.
- Das Paradies der Ungeliebten. Politisches Theaterstück. Uraufführung am 7. Oktober 2006 im Staatstheater Darmstadt
- Don Juan de la Mancha oder die Erziehung der Lust. Roman. Suhrkamp, Frankfurt am Main 2007.
- Das Ende des Hungerwinters. Lesung – Hoffmann und Campe, Hamburg 2008, ISBN 978-3-455-30595-1.
- Doktor Hoechst – Ein Faustspiel. Eine Tragödie. Theaterstück. Uraufführung am 25. April 2009 im Staatstheater Darmstadt. Inszenierung: Hermann Schein.
- Ich kann jeder sagen: Erzählungen vom Ende der Nachkriegsordnung. Suhrkamp, Frankfurt am Main 2009.
- Permanente Revolution der Begriffe. Vorträge zum Begriff der Abklärung, Essays. Suhrkamp, Frankfurt am Main 2009, ISBN 978-3-518-12592-2
- Der Europäische Landbote, Die Wut der Bürger und der Friede Europas oder Warum die geschenkte Demokratie einer erkämpften weichen muss. Zsolnay, Wien 2012, ISBN 978-3-552-05616-9.
  - als Taschenbuch: Der Europäische Landbote: die Wut der Bürger und der Friede Europas oder Warum die geschenkte Demokratie einer erkämpften weichen muss. Herder, Freiburg im Breisgau/Basel/Wien 2015, ISBN 978-3-451-06819-5 (= Herder-Spektrum, Band 6819).
- FAQ Europa, Maecenata Stiftung 2013, ISSN 2197-6821[49]
- Heimat ist die schönste Utopie. Reden (wir) über Europa, Edition Suhrkamp, Berlin 2014, ISBN 978-3-518-12689-9.
- „Weil Europa sich ändern muss.“ Im Gespräch mit Gesine Schwan, Robert Menasse, Hauke Brunkhorst. Springer VS, Wiesbaden 2015, ISBN 978-3-658-01391-2.
- Eine kurze Geschichte der europäischen Zukunft. Warum wir erringen müssen, was wir geerbt: das Europa der Regionen, in: The European. Das Debatten-Magazin vom 8. Juni 2015[50]
- Was ist Literatur. Ein Miniatur-Bildungsroman. Bernstein-Verlag, Siegburg 2015, ISBN 978-3-945426-09-8.
- Europa. Die Zukunft der Geschichte. Katalog und Ausstellung am Kunsthaus Zürich. Cathérine Hug und Robert Menasse (Hrsg.), mit Beiträgen u. a. von Melinda Nadj Abonji, Zygmunt Bauman, Horst Bredekamp, Burcu Dogramaci, Julia Kristeva, Konrad Paul Liessmann, Thomas Maissen, NZZ libro, Zürich 2015, ISBN 978-3-03810-088-1.
- Feiert das Leben! Katalog und Ausstellung am Kunsthistorischen Museum Wien. Cathérine Hug und Robert Menasse (Hrsg.), mit der Teilnahme u. a. von Kader Attia, Barbara Coudenhove-Kalergi, Daniel Knorr, Manuela Laubenberger, Erik van Lieshout, Teresa Margolles, Arnulf Rainer, Hans Schabus, Hubert Scheibl, Daniel Spoerri, Nives Widauer und Josef Zotter, Wien 2016, ISBN 978-3-903004-62-7.
- Europa. Akzente, 3/2016. Robert Menasse und Jo Lendle (Hrsg.), mit Beiträgen von Lily Brett, György Dragomán, Dana Grigorcea, Zbigniew Herbert, Elfriede Jelinek, Ingo Schulze, Adam Zagajewski u. a. Carl Hanser Verlag, München 2016, ISBN 978-3-446-25547-0.
- Warum? Das Vermächtnis des Jean Améry. Cathérine Hug im Gespräch mit Robert Menasse über Jean Améry, seine Wirkung und Aktualität. Bernstein-Verlag, Siegburg 2016, ISBN 978-3-945426-21-0.
- „Kritik der Europäischen Vernunft – Critique de la raison européene – A Critique of European Reason.“ Festrede vor dem Europäischen Parlament: „60 Jahre Römische Verträge“. (mit dem „Manifest für die Begründung einer Europäischen Republik“ im Anhang). Dreisprachig: Deutsch/Französisch/Englisch. Bernstein-Verlag, Siegburg 2017, ISBN 978-3-945426-28-9.[51]
- Die Hauptstadt, Roman. Suhrkamp, Berlin 2017, ISBN 978-3-518-42758-3.[52]
- Die Erweiterung, Roman. Suhrkamp, Berlin 2022, ISBN 978-3-518-43080-4.
- Die Welt von morgen. Ein souveränes demokratisches Europa – und seine Feinde. Suhrkamp, Berlin 2024, ISBN 978-3-518-43165-8.

## Preise, Auszeichnungen und Stipendien
- 1987: Staatsstipendium des Bundesministeriums für Unterricht und Kunst für Literatur
- 1989: Förderungspreis der Stadt Wien für Literatur
- 1990: Heimito-von-Doderer-Preis der Niederösterreichischen Gesellschaft für Kunst und Kultur
- 1991: Staatsstipendium des Bundesministeriums für Unterricht und Kunst für Literatur
- 1992: Hans-Erich-Nossack-Förderpreis für Prosa des Kulturkreises der Deutschen Wirtschaft im Bundesverband der Deutschen Industrie Köln
- 1992: Förderungspreis für Literatur des Theodor-Körner-Stiftungsfonds zur Förderung von Wissenschaft und Kunst
- 1992/1993: Elias-Canetti-Stipendium der Stadt Wien
- 1994: Aufenthalt in Berlin im Rahmen eines Stipendiums des DAAD
- 1994: Marburger Literaturpreis
- 1994: Förderungspreis des Bundesministeriums für Unterricht und Kunst für Romane
- 1994: Alexander-Sacher-Masoch-Preis

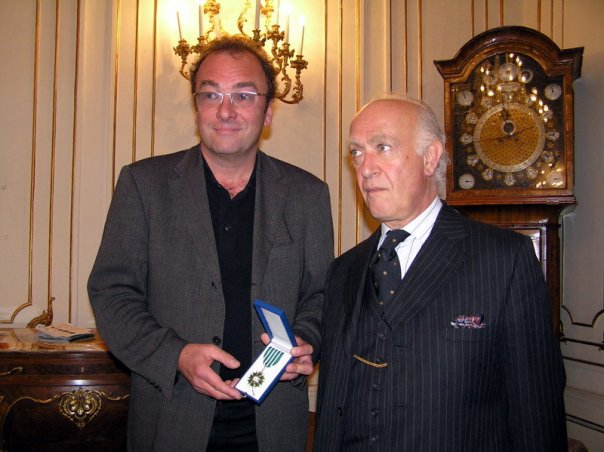
Ernennung zum Ritter des französischen Ordens der „Arts et Lettres“, 2006

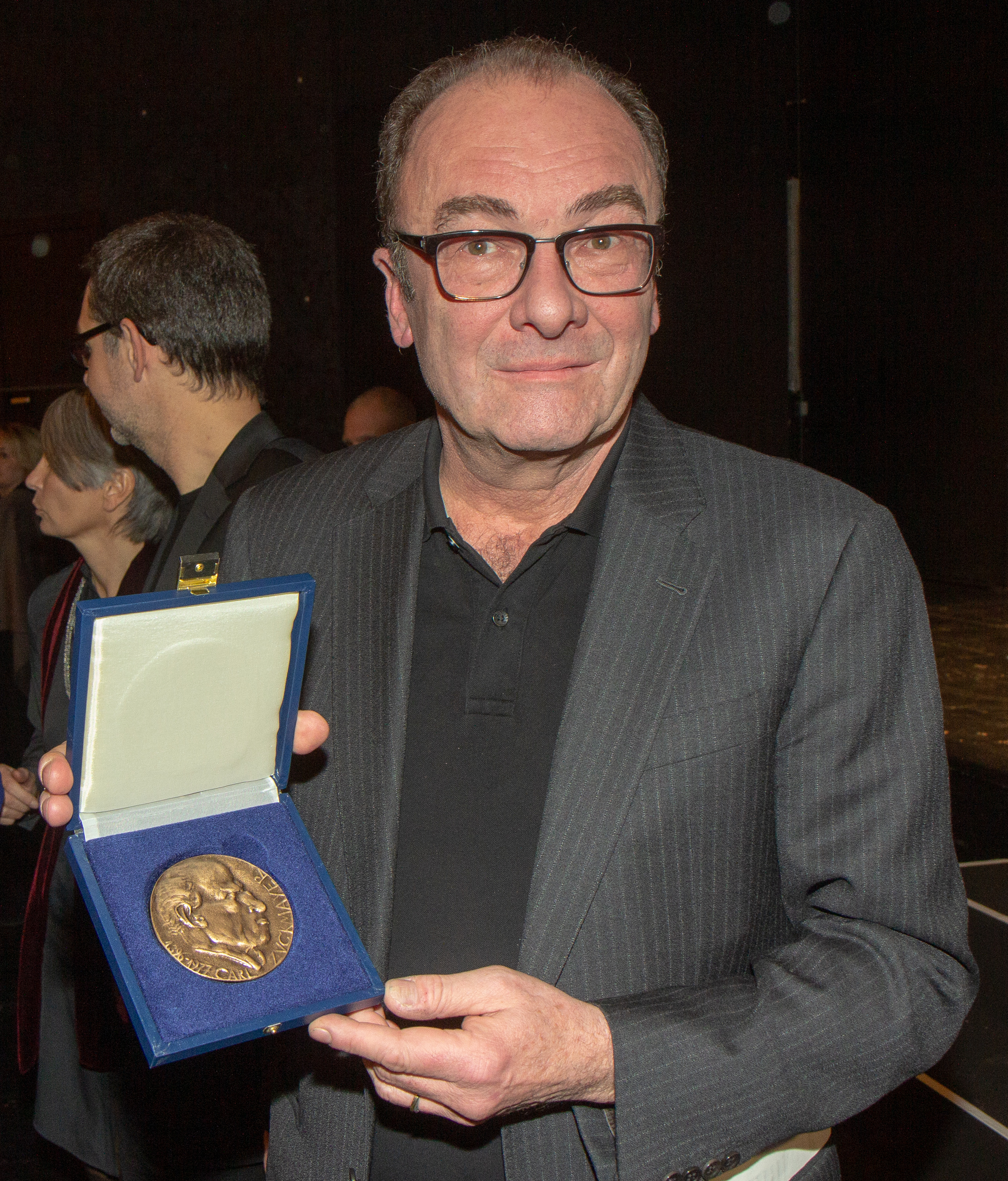
Robert Menasse mit der Carl-Zuckmayer-Medaille 2019

- 1996: Hugo-Ball-Preis der Stadt Pirmasens
- 1998: Österreichischer Staatspreis für Kulturpublizistik
- 1999: Grimmelshausen-Preis
- 1999: Writer in Residence in Amsterdam
- 2002: Joseph-Breitbach-Preis Mainz
- 2002: Friedrich-Hölderlin-Preis der Stadt Bad Homburg
- 2002: Lion-Feuchtwanger-Preis der Berliner Akademie der Künste
- 2002: Marie Luise Kaschnitz-Preis der Evangelischen Akademie Tutzing
- 2003: Erich-Fried-Preis
- 2003: Niederländischer Buchpreis
- 2006: Ernennung zum Ritter des französischen Ordens der „Arts et Lettres“
- 2007: Prix Amphi der Universität Lille, für den besten nicht-französischsprachigen Roman Die Vertreibung aus der Hölle/ Chassés de l’enfer
- 2010: Goldenes Wiener Verdienstzeichen
- 2012: Österreichischer Kunstpreis für Literatur[53]
- 2013: Donauland-Sachbuchpreis, für Der europäische Landbote. Die Wut der Bürger und der Friede Europas
- 2013: Heinrich-Mann-Preis
- 2013: Das politische Buch, für Der europäische Landbote. Die Wut der Bürger und der Friede Europas[54]
- 2014: Max Frisch-Preis der Stadt Zürich[55]
- 2014: Großes Goldenes Ehrenzeichen des Landes Niederösterreich
- 2015: Niederösterreichischer Kulturpreis – Würdigungspreis[56][57]
- 2015: Prix du livre européen, für Der Europäische Landbote[58]
- 2017: Deutscher Buchpreis für Die Hauptstadt[59]
- 2018: Walter-Hasenclever-Literaturpreis[60]
- 2019: Carl-Zuckmayer-Medaille[61]
- 2019: Prix Littéraire des Lycées Français d'Europe[62][63]
- 2020: China’s annual foreign novel award[64]
- 2022: Bruno-Kreisky-Preis für das politische Buch für Die Erweiterung[65]
- 2023: Preis des Europäischen Buches[66]

## Sekundärliteratur
- Die Welt scheint unverbesserlich. Zu Robert Menasses „Trilogie der Entgeisterung“. Herausgegeben von Dieter Stolz. Suhrkamp, Frankfurt am Main 1997, ISBN 3-518-39276-X.
- Joanna Drynda: Schöner Schein, unklares Sein. Poetik der Österreichkritik im Werk von Gerhard Roth, Robert Menasse und Josef Haslinger. Rys-Studio, Poznań 2003, ISBN 83-88856-26-X (Zugleich Dissertation an der Universität Poznań, 2002).
- Verena Holler: Felder der Literatur: Eine literatursoziologische Studie am Beispiel von Robert Menasse. Lang, Frankfurt am Main 2003, ISBN 978-3-631-50884-8.
- Kurt Bartsch, Verena Holler (Hrsg.): Robert Menasse. Herausgegeben von Franz-Nabl-Institut für Literaturforschung der Universität Graz, Droschl, Graz 2004, ISBN 978-3-85420-674-3 (= Dossier, Band 21).
- Kathrin Krause: Robert Menasses „Trilogie der Entgeisterung“. Ein Beitrag zur Theorie des Romans. Aisthesis, Bielefeld 2005, ISBN 978-3-89528-516-5 (Zugleich Dissertation an der Universität Wuppertal, 2004).
- Jürgen Jacobs: Zwischenbilanzen des Lebens. Zu einem Grundmuster des Bildungsromans. Bielefeld (Aisthesis Verlag) 2005. ISBN 3-89528-468-8
- Eva Schörkhuber (Hrsg.): Was einmal wirklich war. Zum Werk von Robert Menasse. Wien (Sonderzahlverlag) 2007. ISBN 978-3-85449-273-3.
- Aneta Jachimowicz: Das schwierige Ganze. Postmoderne und die „Trilogie der Entgeisterung“ von Robert Menasse. Lang, Frankfurt am Main 2007, ISBN 978-3-631-56270-3.
- Matthias Beilein: 86 und die Folgen. Robert Schindel, Robert Menasse und Doron Rabinovici im literarischen Feld Österreichs. Schmidt, Berlin 2008, ISBN 978-3-503-09855-2 (= Philologische Studien und Quellen, Heft 213, zugleich Dissertation, Georg-August-Universität Göttingen 2006).
- Hans-Dieter Schütt: Die Erde ist der fernste Stern. Gespräche mit Robert Menasse. Karl Dietz Verlag, Berlin 2008, ISBN 978-3-320-02152-8.
- Antje Büssgen: Europa nach den Nationen? Das Europäische Projekt im Zeitalter von Postdemokratie und Globalisierung. Zu Robert Menasse Analyse der europäischen Integration in seinem Essay Der europäische Landbote. In: Tomislav Zelić, Zaneta Sambunjak, Anita Pavić Pintarić (Hrsg.): Europa? Zur Kulturgeschichte einer Idee. Königshausen & Neumann, Würzburg 2015, ISBN 978-3-8260-5663-5, S. 297–326.
- Martin Meyer: Utopie als Freiheit als Kritik – Laudatio auf Robert Menasse anlässlich der Übergabe des Max-Frisch-Preises im Zürcher Schauspielhaus vom 11. Mai 2014. In: Neue Zürcher Zeitung, Nr. 108, 12. Mai 2014. S. 33.
- Steven Erlanger: „Brussels, E.U. Capital, Gets a Novel, Both Tart and Empathic“. In: The New York Times, January 14, 2018.
- Eva Menasse: Am Beispiel meines Bruders, in: Süddeutsche Zeitung, 9. Januar 2019, S. 9

## Filme
- Grenzfälle. Dokumentarfilm, Österreich, 2015, 90 Min. Drehbuch: Robert Menasse, Kurt Langbein, Regie: Kurt Langbein, Sprachen: Deutsch, Tschechisch, Slowenisch.
- Europa und seine Schriftsteller. Fokus Österreich. arte-Dokumentarfilm, Österreich und Frankreich, 2015, 55 Min. Protagonisten: Arno Geiger, Robert Menasse und Josef Winkler, Regie: Michaël Gaumnitz, Nils Ahl, Sprachen: Deutsch, Französisch.
- Suhrkamp-Filme zum Roman Die Hauptstadt:
  - Robert Menasse spricht über die Vorgeschichte zu »Die Hauptstadt«
  - Brüssel hat als Metropole kein wirkliches Image
  - Robert Menasse spricht über seinen Roman »Die Hauptstadt«
  - Es muss eine Figur geben, die schwermütig ist
  - Wer ist Fenia Xenopoulou im Roman »Die Hauptstadt«?
  - Gibt es in dem Roman ein Alter Ego?
  - Was macht Brüssel? Es sucht einen Namen für ein Schwein
  - Welche Bedeutung hat das Rauchen?
- Robert Menasse, Mein Brüssel, 3sat vom 9. Oktober 2018

## Audios
- Deutschlandfunk Kulturfragen. Debatten und Dokumente vom 26. Mai 2019: "Die Zerstörung der politischen Kultur". Der Schriftsteller Robert Menasse über Rechtspopulismus in Österreich
- WDR 3 (Westdeutscher Rundfunk) Mosaik. Gespräch am Samstag vom 1. Juni 2024: Robert Menasse über Europa